# 太田好紀
太田 好紀（おおた よしのり、1961年〈昭和36年〉10月23日 - ）は、日本の政治家。元奈良県五條市長（3期）。

## 来歴
奈良県西吉野村（現・五條市）生まれ。大分工業大学工学部土木工学科卒業。大学卒業後に父親の建設会社に入り、その後社長に就任。
1995年（平成7年）4月、西吉野村議会議員に初当選。2002年（平成14年）と2003年（平成15年）にそれぞれ議長に就任。
2005年（平成17年）9月25日、西吉野村と大塔村は五條市に編入され廃止。同年11月の五條市議会議員選挙で当選。2009年（平成21年）、再選。
2011年（平成23年）4月24日に行われた五條市長選挙に立候補。市議会はほぼ二つに分かれて、太田と現職の吉野晴夫（自民党推薦）をそれぞれ応援。選挙戦は両陣営の中傷合戦に発展した。約4千票差で太田が吉野を下し初当選を果たした（太田：12,392票、吉野：8,397票）。4月26日、市長就任。
2015年（平成27年）、無投票により再選。2019年（平成31年）、無投票により3選。
2023年4月25日に退任した。

## 市政・人物
- 2021年（令和3年）9月8日、五條市議会百条委員会は、市の備品発注を巡る官製談合事件に絡み、入札事務の問題解明の調査結果を最終報告した。同日、太田は、あっせん収賄罪などで公判中の牧野雅一市議や事件に関与した業者ら計11人に、約3500万円の損害賠償を求めて提訴すると明らかにした[9]。
- 2022年（令和4年）2月19日午前、市が連携して開設した民間PCR検査センターを視察。同日の午後に空きがあることがわかり、検査を受けたところ、2月21日に新型コロナウイルス陽性が判明した[10]。